# التجنيد الإجباري في الإمارات
التجنيد الإجباري في دولة الإمارات العربية المتحدة، والمعروف أكثر بأسم الخدمة الوطنية، هو إلزامي خدمة عسكرية وطنية لجميع الإماراتيين الذكور الذين تتراوح أعمارهم بين 17 و30 عاماً لمدة 11 شهراً. يهدف القانون إلى تعزيز القدرات الدفاعية لـ الإمارات العربية المتحدة وزيادة قوة الاحتياط العسكرية التابعة لـ القوات المسلحة لدولة الإمارات العربية المتحدة.

## التاريخ
تمت الموافقة على مشروع القانون من قبل المجلس الوطني الاتحادي (FNC) وأصبح قانونًا في يناير 2014. وسيتعين على الرجال الإماراتيين الذين أنهوا المرحلة الثانوية أو الذين تتراوح أعمارهم بين 18 و30 عامًا أن يخدموا 11 شهرًا، بينما سيخدم أولئك الذين لم يفعلوا ذلك. ثلاث سنوات. وستكون الخدمة اختيارية للنساء، حيث يمكن تدريبهن لمدة تسعة أشهر، بغض النظر عن مستواهن التعليمي. ويمنح القانون المواطنين الذين يكملون الخدمة العسكرية الإلزامية مجموعة من المزايا، بما في ذلك الأولوية في تولي الوظائف في المؤسسات الحكومية والشركات الخاصة، ومنح الزواج، وقطع الأراضي السكنية، والمنح الدراسية.
سيواجه المواطنون الذين يتخلفون عن التجنيد في الخدمة العسكرية دون سبب وجيه حتى بلوغهم سن 29 عامًا، عقوبة السجن لمدة تتراوح بين شهر وسنة، أو غرامة تتراوح بين 10.000 و50.000 درهم إماراتي أو كليهما. وسيتعين عليهم الخضوع للخدمة العسكرية حتى لو تجاوزوا الحد الأدنى للسن وهو 30 عامًا. وستوضح القواعد التنفيذية الخدمات البديلة والتدريب الأمني حيث يمكن تقديم هذه الخدمات وشروط الإعفاء من الخدمة العسكرية لأسباب طبية أو لأسباب أخرى.
يجوز إكمال الخدمة العسكرية في القوات المسلحة الإماراتية، ووزارة الدفاع، ووزارة الداخلية، وجهاز أمن الدولة وغيرها من المؤسسات التي يحددها نائب القائد الأعلى للقوات المسلحة الإماراتية. وسيتألف الاحتياطي من أولئك الذين أنهوا خدمتهم الوطنية والعسكريين الذين أنهوا الخدمة الوطنية.
وكانت مدة الخدمة العسكرية في البداية 9 أشهر وتمت زيادتها فيما بعد إلى 12 شهرًا. وفي يوليو 2018، مددت المدة إلى 16 شهرًا.